# Liu Xiaobo
Liu Xiaobo (xinès tradicional: 劉曉波, xinès simplificat: 刘晓波, pinyin: Liú Xiǎobō, Wade-Giles: Liu² Hsiao³po¹; Changchun, 28 de desembre de 1955 - Shenyang, 13 de juliol de 2017) fou un intel·lectual xinès, activista dels drets humans de la Xina i àmpliament reconegut com a pres polític. Va ser el guardonat del Premi Nobel de la Pau de 2010.
Va ser el president de l'associació d'escriptors PEN Club Internacional entre 2003 i 2007. El 8 de desembre de 2008, Liu fou arrestat en resposta a la seva participació en la Carta 08 (零八宪章) un manifest crític del règim autoritari xinès. Va ser arrestat de manera formal el 23 de juny de 2009, sota la sospita d'«incitació a la subversió del poder d'estat», segons China Review News. Fou jutjat pels mateixos càrrecs el 23 de desembre de 2009 i el 25 de desembre de 2009 va ser condemnat a onze anys de presó i a dos anys de privació de drets polítics, fet que va provocar moltes reaccions internacionals.
Mentre estava a la presó va ser nominat per al Premi Nobel de la Pau «pels seus esforços duradors i no-violents en favor dels drets humans a la Xina», fet del qual va ser coneixedor pel seu advocat. Va ser nomenat guanyador del premi el 8 d'octubre de 2010, convertint-se en el primer ciutadà xinès resident a la Xina a rebre un Premi Nobel. Liu Xiaobo és la tercera persona en guanyar un Premi Nobel durant la seva detenció, després de Carl von Ossietzky (1935) i Aung San Suu Kyi (1991), la segona persona (la primera va ser Ossietzky) que es van negar a enviar un representant per a rebre el premi en el seu nom i l'últim premi Nobel de la pau a la presó. El fet que Liu Xiaobo guanyés el Premi Nobel de la Pau, va fer que el govern xinès qualifiqués el guardó d'«obscenitat» i Alemanya, França, els Estats Units i el Dalai-lama van demanar que s'alliberés l'activista.
El 26 de juny de 2017, se li va concedir la llibertat condicional per motius de salut després de ser diagnosticat un càncer de fetge en fase terminal, i va ser traslladat a un centre de la Universitat de Medicina de la Xina per al tractament de la seva malaltia per un equip d'especialistes. La Fundació Dui Hua (中美對話基金會 / 中美对话基金会) va dir que no era lliure i que continuava complint la seva condemna en un lloc diferent de la pròpia presó. Human Rights Watch va demanar que Liu Xiaobo pogués triar lliurement un centre mèdic per rebre el tractament adequat.
Va morir el 13 de juliol de 2017 a conseqüència de la seva malaltia. És el segon Premi Nobel de la Pau de morir privat de llibertat, després que el periodista Carl von Ossietzky morís de tuberculosi el 1938 mentre es trobava presoner en un camp de concentració nazi.

## Joventut i estudis
Liu Xiaobo va néixer el 1955 a Changchun, província de Jilin, de pares intel·lectuals i comunistes; el seu pare va ser professor de la Universitat Normal del nord-est.
Liu Xiaobo i la seva família van patir fam durant la gran fam (de 1958 fins a 1961) relacionada amb el Gran Salt Endavant. Entre 1969 i 1973, període de la Revolució Cultural, es va exiliar a Mongòlia Interior amb la seva família. Les escoles estaven tancades i llegia el que podia trobar. El juliol del 1973, es va graduar de l'escola secundària i va ser enviat a la localitat de Sangang, comtat de Nong'an. Després, el 1974, dins de la Campanya d'enviament al camp, va d'anar a treballar en una granja a la província de Jilin. Poc després de la mort de Mao Zedong (毛泽东 / 毛澤東), durant un any (de 1976 fins a 1977), va treballar com a pintor de façanes per la Companyia de Construcció de Changchun. Liu va dir que estava agraït a la revolució cultural perquè li va donar la llibertat de fer el que volia, i que li va permetre d'escapar temporalment dels estudis que tenien com a únic propòsit la submissió de l'individu. La lectura de les obres de Marx el va animar a buscar en els grans filòsofs occidentals.
Liu Xiaobo va formar part de la primera generació que va accedir a la universitat el 1977 com a resultat de la Revolució Cultural. Va ser admès com a estudiant en la secció de Lletres a la Universitat de Jilin, i va fundar amb sis dels seus companys d'estudis un cercle de poesia anomenat «Els cors innocents» (Chi Zi Xin). Es va llicenciar en literatura el 1982 i va ser admès com a estudiant-investigador a la secció de literatura xinesa de la Universitat Normal de Pequín. El 1984 es va convertir en mestre en la mateixa secció. Aquest mateix any es va casar amb Tao Li, amb qui va tenir un fill, Liu Tao, el 1985.
El 1986, quan va començar el seu doctorat, va publicar crítiques literàries en diverses revistes, escandalitzant als cercles literaris i ideològics pels seus comentaris en contra de les doctrines oficials i de les elits establertes. A l'any següent, va publicar el seu primer llibre, «Crítica de l'elecció: Diàleg amb Li Zehou», on s'involucra en una crítica del confucianisme i qüestiona a Li Zehou (李泽厚), ideòleg que va exercir en aquella època una gran influència en joves intel·lectuals. Va fer el seu mestratge a la Universitat Normal de Beijing, on ensenyava. El 1988, va defensar la seva tesi doctoral «L'estètica i la llibertat humana», que va ser publicada i es va convertir en el seu segon llibre, marcat pels seus estudis de literatura, per l'estètica occidental i per l'apreciació particuliar de Franz Kafka. Durant el seu mestratge va escriure poemes i va freqüentar els cercles poètics, on va conèixer a Liu Xia i que es va convertir en la seva segona esposa.
Aquest mateix any (quan tenia 33 anys), va viatjar per primera vegada a l'estranger, per participar en una conferència sobre el teatre i el cinema xinès a Oslo, conferència que va considerar «molt avorrida». Després de diversos intercanvis de paraules amb els seus convidats, va escriure a un amic que se sentia tan aïllat en Noruega com en la Xina.
Entre 1988 i 1989 va ser professor-investigador invitat a la Universitat de Hawaii i a la Universitat de Colúmbia, als Estats Units. Durant les protestes de la plaça de Tian'anmen de 1989, Liu estava als Estats Units, però va decidir tornar a la Xina per unir-se al moviment. Més tard va ser nomenat un dels «quatre junzis de la plaça de Tian'anmen» per persuadir els estudiants d'abandonar la plaça i estalviar centenars de vides. Aquest any també va veure la publicació del seu tercer llibre, «The Fog of Metaphysics», una revisió exhaustiva de les filosofies occidentals. Aviat, totes les seves obres van ser prohibides.

## Els seus punts de vista polítics

### L'occidentalització de la Xina
El 1988, de pas per Hong Kong (en aquell moment encara concessió britànica), va dir, en una entrevista a la revista de Hong Kong Liberation Monthly, que «si han calgut 100 anys de colonització a Hong Kong per a ser el que és, llavors caldran 300 anys de colonització a la Xina per convertir-la com Hong Kong, però no estic segur que 300 anys siguin suficients per aconseguir una veritable transformació històrica». Liu Xiaobo també va dir que «la modernització és sinònim d'occidentalització total», i que «decidir viure significa triar la forma de vida occidental. La diferència entre la manera del govern occidental i la manera del govern xinès és la mateixa que entre l'ésser humà i el no humà, no hi ha compromís. L'occidentalització no és l'elecció de la nació, sinó de la raça humana».
El sinòleg Jean-Philippe Béja posa aquestes paraules en el seu context de 1988. Durant els últims 20 anys de govern de Mao Zedong, la Xina es trobava en una situació dramàtica i molts xinesos, fins i tot dins del Partit Comunista Xinès, temien l'èxit de la colònia de Hong Kong, amb la seva llibertat i prosperitat. La cultura tradicional i el «feudalisme» maoista es van començar a veure com els principals obstacles per a la modernització.
Tot i que aquestes paraules van ser usades contra ell pel govern xinès, Liu va dir el 2006 que no tenia la intenció de retirar-les.

### La política exterior dels Estats Units d'Amèrica
El 1996, en un article titulat «Lliçons de la Guerra Freda», va dir que «el món lliure, dirigit pels Estats Units, ha lluitat contra tots els règims que trepitgen els drets humans». Les principals guerres dutes a terme pel govern dels Estats Units són, segons Liu, «defensables èticament».
El 2004, va publicar un article titulat «Victory to the Anglo-American Freedom Alliance», on qualifica les guerres empreses pels Estats Units després de la Guerra Freda, com «el millor exemple de com s'han de dur a terme les guerres en la civilització moderna»; ell va predir que «naixeria un Iraq lliure, democràtic i pacífic».
Durant l'elecció presidencial dels Estats Units de 2004, va felicitar al president sortint, George Bush, pel seu esforç en la guerra a l'Iraq, i va retreure al candidat demòcrata, John Kerry, de no donar suficient suport a les guerres estatunidenques. Va declarar que «independentment de la gravetat dels riscos de derrotar a Saddam Hussein, la manca d'acció portaria a riscos encara més grans, com ho va demostra la Segona Guerra Mundial i l'11S!». Segons la seva opinió, «la guerra contra Saddam Hussein és justa, la decisió del president Bush és la correcta».
Per Barry Sautman i Yan Hairong, Liu Xiaobo és «un neoconservador i neoliberal fet amb el motlle dels Estats Units, un apologista no pas de la pau sinó de les guerres comeses pels Estats Units i els seus aliats».

### El sistema polític i econòmic contemporani xinès
El 2008, Liu va participar en la redacció de la Carta 08. D'acord amb Arnaud de La Grange, aquesta carta presenta un programa de dinou punts per a reclamar els drets humans i la democratització del sistema polític xinès actual. Per la seva banda, Barry Sautman i Yan Hairong escriuen que Liu Xiaobo reclama, en la carta, l'establiment d'un sistema polític de tipus occidental a la Xina i la privatització de les empreses de propietat de l'Estat i de les terres de cultiu. El Diari del Poble (人民日报) indica en un article del 29 d'octubre de 2010 que la Carta 08 «s'oposa a la dictadura democràtica popular, al socialisme i a l'estructura unitària de l'Estat, consagrades dins de la Constitució xinesa».
Segons l'escriptora australiana Linda Jaivin, traductora del xinès i amiga de Liu Xiaobo, aquest últim té una concepció particular de la democràcia a la Xina, no estant a favor del sufragi universal dins del seu propi país, sinó d'una democràcia de mèrits, crítica recuperada per Barry Sautman i Yan Hairong.

## Activista pels Drets Humans
Al maig de 1989 va deixar el seu lloc a la Universitat de Colúmbia a Nova York i va tornar a la Xina per participar en el moviment democràtic.

### La participació en els successos de la plaça de Tian'anmen
Durant les protestes de la plaça de Tian'anmen de 1989 a Pequín, va fer una vaga de fam per denunciar l'enduriment del règim i en solidaritat amb els estudiants. També va participar en la vaga del cantant taiwanès Hou Dejian (侯德健) i de dos intel·lectuals, el sociòleg Zhou Duo i l'educador Gao Xin.
En la nit del 4 de juny, abans de la intervenció de l'Exèrcit Popular d'Alliberament, Liu Xiaobo, juntament amb Hou Dejian, van assegurar una mediació entre les faccions menys radicals dels estudiants i les autoritats per protegir els manifestants. Aconsegueixen que els soldats que envoltaven la plaça deixessin retirar pacíficament del lloc als últims manifestants. Després d'una votació a mà alçada, la majoria dels estudiants estaven aparentment d'acord, però un grup va decidir quedar-se. Finalment, es va evacuar la plaça sense baixes, de manera que «és gràcies als esforços de Liu i Hou que el Govern podrà afirmar més endavant, que no hi va haver morts a la plaça de Tian'anmen».
Arrestat en la nit del 6 de juny, Liu va ser acusat de ser un dels instigadors dels «disturbis contra-revolucionaris» i va ser condemnat a divuit mesos de presó. Un cop alliberat, no se li va permetre publicar i parlar en públic al territori xinès. Va dir: «Només podia expressar-me a través de mitjans de comunicació estrangers». De fet, se segueix publicant nombrosos articles en la premsa xinesa internacional.
D'acord amb el Diari del Poble, a mitjans de la dècada de 1990, Liu Xiaobo va començar a treballar per a la revista Democratic China (Xina Democràtica), finançat per la National Endowment for Democracy (Fundació Nacional per a la Democràcia, NED), amb fons provinents del govern Estats Units i rep un salari regular. El seu salari hauria estat de 23.004 dòlars USA (157.600 iuans, d'acord amb el tipus de canvi d'aquella època).
Segons Marc Bouffaré, de Le Figaro, entre 1996 i 1999, Liu Xiaobo va ser enviat a un laogai (camp de reeducació mitjançant el treball) per haver exigit la reforma política i l'alliberament dels que seguien a la presó per la seva participació en el moviment el juny de 1989. Va criticar en les seves obres la cultura tradicional xinesa, que la trobava massa submisa al poder.
De 2003 a 2007, Liu Xiaobo va ser president, dues vegades, de l'Independent Chinese Pen Center, un organisme no governamental amb seu a Suècia i que, segons el politòleg F. William Engdahl, és finança anualment per la Dotació Nacional per la Democràcia i és part de la xarxa anglo-americana d'ONG que promouen els drets humans i la democràcia, i de les organitzacions privades utilitzades per assolir objectius geopolítics específics dels seus patrocinadors. D'acord amb Engdahl, el 2010, Liu Xiaobo va ser membre del comitè d'administració de l'organització.

### Les condicions de treball en les mines
Després de fer circular una carta col·lectiva que denunciava la negligència dels administradors i propietaris de les mines locals que causaven la mort de centenars de persones a Shanxi, Liu Xiaobo i altres dissidents són posats sota custòdia per un període de 24 hores el 13 de desembre de 2004; Liu queda sota vigilància durant les dues setmanes següents.

### El Tibet
A principis d'octubre de 1997, va signar amb Wang Xizhe un manifest favorable al dret dels pobles a l'autodeterminació i apel·lant a les negociacions amb el Dalai-lama. Els dos van ser detinguts el 8 d'octubre.
Durant els disturbis al Tibet de 2008, Liu Xiaobo, Wang Lixiong (王力雄) i 28 intel·lectuals xinesos van fer una crida per demanar al govern xinès que canviés les seves polítiques al Tibet i per donar suport a la crida a la pau del Dalai-lama. També van denunciar la brutalitat policial a Xinjiang: detencions arbitràries, execucions i amenaces de mort.

## La carta 08 i el seu arrest

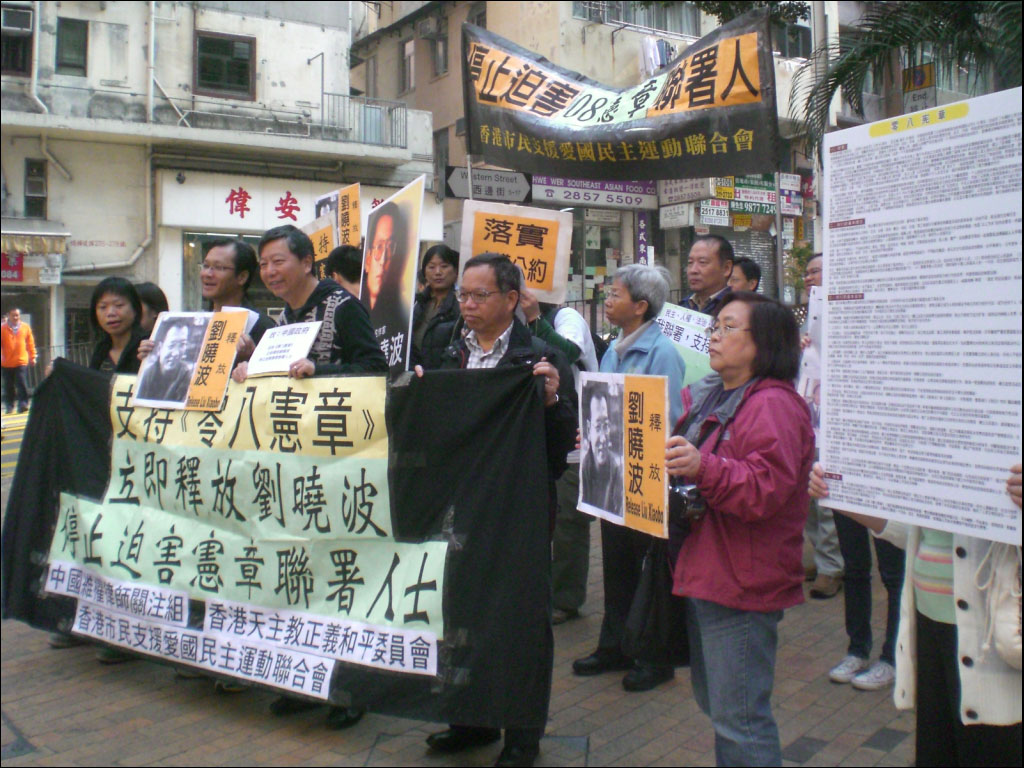
Manifestació per l'alliberament de Liu Xiaobo (Hong Kong, 2008)

Liu Xiaobo és un dels autors de la Carta 08, encara que el seu autor principal. La Carta 08 va ser signada per 303 intel·lectuals xinesos el 2008, i al septembre de 2010 ja havia recollit 10.000 signatures. Va ser dissenyada i escrit inspirada en la Carta 77 de Txecoslovàquia, on, el gener de 1977, més de 200 intel·lectuals txecs i eslovacs var formar una associació de persones unides per la voluntat d'actuar individualment i col·lectivament pel respecte dels drets humans i dels drets civils.

### La seva detenció, judici i condemna
A última hora de la tarda del 8 de desembre de 2008, Liu Xiaobo va ser tret de casa seva per la policia, al mateix temps que un altre dissident i acadèmic, Zhang Zuhua. Segons aquest últim, tots dos van ser detinguts durant poc temps per tenir recollides signatures per a una carta que demanava un major respecte dels drets humans a la Xina
Liu Xiaobo va ser detingut oficialment el 23 de juny de 2009, sota la sospita d' «incitació a la subversió del poder d'estat». El 25 de desembre de 2009, va ser condemnat a 11 anys de presó per subversió; aquesta és la sentència més dura mai donada als càrrecs de «subversió del poder de l'Estat», creats el 1997. El judici, més d'un any després de la seva detenció, va durar dues hores. Es van retenir els articles escrits per Liu Xiaobo per al moviment democràtic el juny de 1989 durant el seu judici com a prova d'«incitar a la subversió».
Els activistes dels Drets Humans han posat en èmfasi que desembre és el període preferit pel govern xinès per resoldre el cas dels dissidents, com el de Hu Jia (胡佳 / 胡嘉). Per al sinòleg i periodista Philippe Paquet, aquesta condemna en el dia de Nadal, és un «desaire groller cap a l'Occident que Liu admirava». Liu Xiaobo decideix apel·lar.

### Les reaccions a la Xina i Occident
L'11 de desembre de 2008, els Estats Units va demanar al govern xinès «que alliberés a Liu Xiaobo i que posés fi a l'assetjament dels ciutadans xinesos que expressen pacíficament el seu desig de llibertats fonamentals reconegudes per la comunitat internacional».
El 24 de juny de 2009, 52 intel·lectuals xinesos, professors i investigadors en particular, van signar una carta oberta demanant al govern xinès l'alliberament de Liu Xiaobo.
L'1 d'octubre de 2009, dia del 60è aniversari de la proclamació per Mao Zedong de la República Popular de la Xina, el Congrés dels Estats Units va demanar a la Xina que alliberés a Liu Xiaobo. Howard Berman, president del Comitè d'Afers Exteriors de la Cambra de Representants dels Estats Units, va dir durant el debat: «El govern xinès no sembla conscient de la ironia de les seves accions, degut als seus esforços per sufocar la Carta 2008 que només posen de manifest la incapacitat de la Xina perquè compleixi els mateixos principis que ella proposa».
El 4 de desembre de 2009, la Unió Europea i els Estats Units van fer una sol·licitud formal per a l'immediat alliberament de Liu Xiaobo.
El 25 de desembre de 2009, la seva condemna a 11 anys de presó per subversió va provocar moltes reaccions internacionals: l'Organització de les Nacions Unides va dir que estava «profundament preocupada» per una decisió que soscava el progrés dels drets humans a la Xina; la Unió Europea va afirmar que estava «molt preocupada pel caràcter desproporcionat de la pena imposada al defensor dels drets humans Liu Xiaobo», i va expressar les seves «inquietuds sobre el respecte a la llibertat d'expressió i el dret d'un judici just a la Xina»; els Estats Units d'Amèrica van tornar a demanar el seu alliberament immediat; i la cancellera alemanya Angela Merkel va dir que estava «consternada».
Les ONG, com Human Rights Watch, van denunciar aquesta decisió com una advertència als defensors dels drets humans a la Xina; Liu Xiaobo era un «cap de turc» i un fracàs per als països occidentals, més preocupats pels seus interessos econòmics que pels drets humans a la Xina.
Reporters sense Fronteres considera la condemna com un atac a la llibertat d'expressió, opinió compartida per Amnistia Internacional que es preocupa pels altres signants de la Carta 08.
El 14è Dalai-lama va declarar el seu suport dient: «Condemnant a Liu Xiaobo i altres com ell, que utilitzen la llibertat d'expressió per defensar públicament les seves opinions, les autoritats xineses no només han violat els principis obligatoris de la Declaració Universal dels Drets Humans, sinó també la llibertat d'expressió mencionada en el Constitució de la República Popular de la Xina».
Per la seva banda, el Ministeri d'Afers Estrangers xinès va dir, pel que fa al suport a Liu Xiaobo: «Alguns països o la seva ambaixada han publicat declaracions sobre aquest assumpte que segons nosaltres constitueixen una interferència en els assumptes interns xinesos».
El gener de 2010, es va enviar una carta oberta als dirigents del Partit Comunista Xinès i al govern per a donar suport a Liu Xiaobo, escrita per Hu Jiwei (antic director del Diari del Poble), Li Pu (antic número 2 de l'Agència de Notícies Xinhua), Dai Huang (un ex-periodista d'aquesta l'agència), i He Fang (membre de l'Acadèmia Xinesa de Ciències Socials), afirmant que Liu Xiaobo ha sigut sobretot culpabilitzat per haver proposat a la Xina una estructura de «república federal», que, a la llum de la història del Partit Comunista Xinès, és gens subversiva. Els autors afirmen: «Si el jutge viola la Constitució i no coneix la història del Partit ... i es presenten acusacions falses i incorrectes, això entelarà seriosament la imatge del país i del Partit, i serà difícil demostrar que la Xina és un país governat per la llei i una societat harmoniosa».

## Períodes d'empresonament de Liu Xiaobo
| Durada de la pena           | Acusació | Conseqüències |
| --------------------------- | --- | --- |
| Juny 1989 – Gener 1991      | Després dels esdeveniments de la plaça de Tian'anmen: Acusació per transmetre missatges que inciten a un comportament contra-revolucionari.                                                                                    | Empresonat en una presó de màxima seguretat, la presó de Qincheng. Va ser alliberat després de signar una «carta de penediment».                                   |
| Maig 1995 – Gener 1996      | Participació en el moviment democràtic i dels drets humans i l'expressió pública de la necessitat de corregir els errors del govern després de la revolta estudiantil de 1989.                                                 | Alliberat després de sis mesos de presó. |
| Octubre 1996 – Octubre 1999 | Càrrecs per pertorbar l'ordre social. | Empresonat en un laogai, (camp de reeducació mitjançant el treball) durant tres anys. El 1996, es va casar amb Liu Xia.                                            |
| Desembre 2009 – 2020        | Després de la redacció de la Carta 08, va ser tret de casa seva per la policia al desembre de 2008. Va ser formalment arrestat el juny de 2009 i condemnat el desembre de 2009 per incitació a la subversió del poder d'estat. | Condemnat a 11 anys de presó i privat de tots els drets polítics per dos anys. A l'octubre de 2010 va ser traslladat a la presó de Jinzhou, província de Liaoning. |

## El Premi Nobel de la Pau
El 18 de gener del 2010, Liu va ser nominat per al Premi Nobel de la Pau 2010 per Václav Havel, el Dalai-lama, André Glucksmann, Vartan Gregorian, Mike Moore, Karel Schwarzenberg, Desmond Tutu i Grigori Iavlinski.
| « | Durant les últimes dècades, la Xina ha fet un enorme progrés econòmic, potser únic al món, i moltes persones han sortit de la pobresa. El país ha aconseguit un nou estatus que implica una major responsabilitat en l'àmbit internacional, que també cobreix els drets polítics. L'article 35 de la Constitució de la Xina estableix que els ciutadans gaudeixin de les llibertats d'associació, reunió, manifestació i expressió, però aquestes llibertats en realitat no es posen en pràctica. Durant més de dues dècades, Liu va ser un gran defensor de l'aplicació d'aquests drets, va prendre part en la protesta de Tian'anmen al 1989, va ser un dels signants i els creadors de la Carta 08, un manifest per la democràcia a la Xina. Liu ha subratllat sistemàticament aquests drets violats per la Xina. La campanya pel respecte i l'aplicació dels drets humans fonamentals ha estat portada a terme per molts xinesos i Liu s'ha convertit en el principal símbol d'aquesta lluita. | » |

Ma Zhaoxu (马朝旭), el portaveu del ministeri d' Afers Exteriors de la Xina va declarar que la concessió del premi Nobel de la Pau a Liu era «totalment errònia». Geir Lundestad, el secretari del Comitè Noruec del Nobel, va declarar que l'entrega del premi no es veuria pas influenciada per l'oposició de Pequín.
El 14 de setembre de 2010, Jón Gnarr, l'alcalde de Reykjavík, es va reunir amb un membre del Politburó del Partit Comunista Xinés per un assumpte no relacionat amb Liu Qi, i va demanar que la Xina alliberés al dissident Liu Xiaobo. Al setembre, Václav Havel, Dana Nemcova i Václav Maly, els líders de la Revolució de Vellut de Txecoslovàquia, van publicar una carta oberta al Herald Tribune demanant que es donés el premi a Liu, i el dia 25 el The New York Times va fer ressò d'una petició exigint el mateix. El filòsof Xu Youyu (徐友渔), exprofessor de l'Acadèmia de Ciències Socials de la Xina, també va enviar una carta oberta al Comitè Nobel per demanar-li la distinció de Liu Xiaobo.
El 8 d'octubre 2010, s'atorga aquest premi pels seus «esforços duradors i no-violents a favor dels drets humans a la Xina».
Després de l'alliberament de la birmana Aung San Suu Kyi (အောင်ဆန်းစုကြည်) al novembre de 2010, Liu Xiaobo es va convertir en l'únic Premi Nobel de la Pau empresonat.

### Les reaccions oficials de la Xina
En el mateix dia de l'atorgament del premi, el govern xinès va denunciar una «perversió» del premi, considerant sempre el presoner polític com un «criminal», i va convocar a l'ambaixador noruec per dir-li que aquesta elecció danyaria les relacions entre dos països.
El dimarts 12 d'octubre, Ma Zhaoxu, portaveu del Ministeri d'Afers Estrangers xinès, va dir que «donar el Premi Nobel de la Pau a un criminal que compleix una condemna reflecteix una falta de respecte pel sistema judicial de la Xina».
El portaveu del Ministeri d'Afers Exteriors de Noruega va declarar que el govern xinès va cancel·lar en l'últim moment una reunió entre la ministra noruega de pesca, Lisbeth Berg-Hansen, i les autoritats sanitàries de la Xina. De la mateixa manera, el govern xinès va cancel·lar una comèdia musical on l'estrella era Alexander Rybak, el guanyador noruec del concurs d'Eurovisió 2009.

### Les reaccions de Liu Xiaobo i de Liu Xia
El 8 d'octubre, la seva esposa Liu Xia (劉霞) es trobava sota arrest domiciliari al seu apartament de Pequín i el seu telèfon mòbil neutralitzat.
Liu Xia estava autoritzada a veure als seus pares i anar de compres sota vigilància policial. Va precisar que no es va sorprendre per la reacció oficial de Pequín. Segons ella, el seu marit va dedicar el Premi Nobel de la Pau a les «ànimes perdudes del 4 de juny», és a dir a les víctimes mortes de Tian'anmen 4 de juny de 1989 durant la repressió de les protestes de la plaça de Tian'anmen.
En relació amb la recollida del Premi Nobel, Liu Xia va dir: «Xiaobo em va dir que esperava que jo pogués anar a Noruega per rebre el premi per a ell».

### Les reaccions dels dissidents xinesos
Els dissidents xinesos esperaven que de la concessió del Premi Nobel a Liu Xiaobo tingués un impacte positiu en la seva lluita pels drets humans.
L'advocat Teng Biao (滕彪) va indicar que catorze activistes xinesos, incloent l'advocat Xu Zhiyong (许志永), van ser detinguts a l'octubre de 2010 quan es trobaven en un restaurant en el moment de l'anunci del guanyador del premi. Segons l'ONG Reporters Sense Fronteres, els que donaven suport a Liu Xiaobo van ser detinguts a Pequín, Xangai, Jinan i a la província de Sichuan. Entre ells, tres van ser detinguts durant almenys 8 dies: Wu Gan, Wang Lihong i Zhao Changqing (趙常青). L'escriptor Yu Jie (余杰) va ser detingut i torturat.
El sociòleg Zhou Duo, un dels companys de Liu Xiaobo a Tian'anmen el 1989, va dir que el Premi Nobel de la Pau «és una bona notícia, però que ha arribat molt tard». Bao Tong (鲍彤), l'ex-secretari de Zhao Ziyang (赵紫阳 / 趙紫陽), un dels impulsors de les reformes de Deng Xiaoping (邓小平 / 鄧小平), va afirmar que «Liu mereix aquest premi i és un estímul per al món lliure que ha d'enfortir la crida a la reforma política dins de la societat civil». L'artista Ai Weiwei (艾未未) va criticar a les autoritats xineses dient que el govern ja no reflecteix el poble xinès; Ai Weiwei va ser detingut per la policia xinesa el 3 d'abril de 2011.
A més, la dissident xinesa Dai Qing (戴晴), va dir, «Per què el Partit Comunista Xinès considera com un vil criminal a un personatge tan respectat a tot el món? ... Aquest premi també es dona a tots els xinesos oprimits».
El dilluns 18 d'octubre, l'escriptor Zhang Xianling (张贤亮) diu que Ding Zilin (丁子霖), una de les líders de l'associació Mares de Tian'anmen, és detinguda i empresonada en un lloc secret. Zhang també va precisar que l'escriptor Jiang Qisheng (江棋生), un amic de Liu Xiaobo, també va desaparèixer.
Prop de 600 intel·lectuals xinesos (acadèmics, advocats i activistes dels drets humans) van signar una carta oberta demanant una democratització a la Xina i l'alliberament de Liu Xiaobo i dels presoners de consciència.

### Les reaccions internacionals
Segons un article de la CBC, tot i la pressió xinesa, molts països i organitzacions internacionals van felicitar oficialment a Liu Xiaobo.
Segons un article publicat per l'agència de notícies Xinhua, més d'un centenar de països i organitzacions internacionals, una gran majoria, va donar suport a la posició xinesa. Va ser una situació sense precedents; més de vint països amb una missió permanent a Noruega es van negar a assistir a la cerimònia. Alguns dels països i organitzacions presents en aquesta cerimònia van enviar només a un representant secundari.

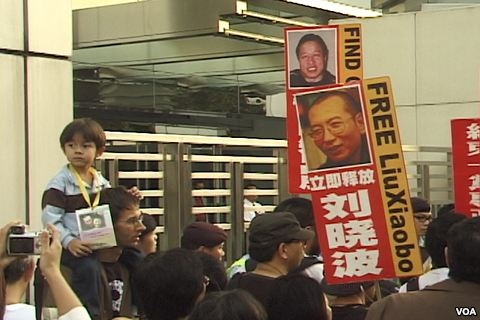
Manifestació per l'alliberament de Liu Xiaobo (Hong Kong, 2010)

Per a les Nacions Unides, l'Oficina de l'Alt Comissionat de les Nacions Unides per als Drets Humans, la sud-africana Navanethem Pillay, va dir: «Liu Xiaobo és, òbviament, un gran defensor dels drets humans». Pillay va precisar: «Activistes com Liu Xiaobo poden contribuir de manera significativa al desenvolupament de la Xina».
Barack Obama, president dels Estats Units, va declarar: «El comitè del Nobel ha triat a un portaveu eloqüent i valent per la causa dels valors universals ... En els últims trenta anys, la Xina ha fet un progrés espectacular ... Aquest premi ens recorda que la reforma política no segueix el mateix ritme i que han de ser respectats els drets humans».
Hillary Clinton insisteix més sobre els valors i demana a la Xina «que compleixi les seves obligacions internacionals de respectar els drets humans», i demana l'alliberament del dissident.
José Manuel Durão Barroso, president de la Comissió europea, indica: «Aquest és un fort missatge de suport per als qui, pel gran sacrifici personal, estan lluitant per la llibertat i els drets humans».
El Dalai-lama va demanar l'alliberament de Liu Xiaobo i els altres presoners de consciència empresonats per exercir el seu dret a la llibertat d'expressió a la Xina.
Al Japó, el primer ministre Naoto Kan va dir que «el Comitè Nobel ha demostrat la importància del respecte dels drets humans, que són universals». El 14 d'octubre, Naoto Kan va demanar l'alliberament del Premi Nobel de la Pau.
Václav Havel, expresident de la República Txeca, va dir: «Liu Xiaobo és exactament el ciutadà compromès a qui pertany aquest premi amb raó ... Estic molt satisfet que sigui el primer xinès de la història en rebre'l ... m'agradaria tornar a saludar el naixement de la Carta 08, a tots els signants i a les seves famílies».
Per contra, el president de Veneçuela, Hugo Chávez, va expressar la seva solidaritat amb el govern xinès.
A França, el president Nicolas Sarkozy i el primer ministre François Fillon no van reaccionar a l'atribució d'aquest premi. Per contra, va dir el ministre d'Exteriors Bernard Kouchner el 8 d'octubre de 2010: «França demana l'alliberament del dissident xinès Liu Xiaobo, premi Nobel de la Pau 2010».

### La Cimera Mundial dels Premis Nobel de la Pau del 2010
Al novembre de 2010, el Dalai-lama i cinc Nobel de la Pau van participar en la Cimera Mundial del Premi Nobel de la Pau. Aquell any, la cimera es va dedicar al desarmament nuclear i es va organitzar a Hiroshima (Japó), ciutat destruïda per una bomba atòmica al final de la Segona Guerra Mundial. Liu Xiaobo, empresonat a la Xina, va estar representat a la cimera pel xinès Wuer Kaixi (ئۆركەش دۆلەت / 吾尔开希 / 吾爾開希), un dels líders estudiantils durant les manifestacions a la plaça de Tian'anmen el 1989. Aquest va demanar l'alliberament de Liu Xiaobo. També va dir que «Els activistes a favor de la democràcia i els advocats defensors dels drets humans segueixen sent assetjats i empresonats a la Xina, en el moment quan ens hem reunit a Hiroshima».

### La preparació de la cerimònia del Premi Nobel de la Pau

En vermell, els països convidats que van boicotejar diplomàticament la cerimònia del 2010. En blau, els països que van acceptar la invitació

El Premi Nobel de la Pau s'havia de lliurar el 10 de desembre de 2010 a Oslo (Noruega).
El 26 d'octubre, Liu Xia (劉霞), esposa del premi Nobel va dir: «Si ens basem en la situació actual, la probabilitat que Xiaobo i jo puguem rebre personalment el premi és mínima». De fet, Liu Xia es trobava sota arrest domiciliari al seu apartament Pequín des del 8 d'octubre de 2010, després de l'atorgament del Nobel al seu marit. Liu Xia va demanar als familiars de Liu Xiaobo si podien anar a Oslo per la cerimònia de lliurament del premi Nobel. D'acord amb una ONG, els germans del dissident empresonat estaven disposats a viatjar a Oslo per rebre en nom seu el Premi Nobel. Podien estar acompanyats per familiars de Liu Xiaobo.
Al novembre de 2010, es va impedir a Mo Shaoping (莫少平), advocat de Liu Xiaobo, de prendre un avió quan volia viatjar a Londres per assistir a una conferència internacional. Segons Mo Shaoping, «el govern xinès està decidit a evitar que els amics de Liu Xiaobo estiguin presents en la cerimònia de la concessió del Premi Nobel de la Pau». Un altre advocat, He Weifang (贺方卫), va experimentar la mateixa prohibició de sortida del país. El polonès Lech Wałęsa, líder històric del sindicat Solidarność (Solidaritat) i Premi Nobel de la Pau el 1983, va proposar junt amb altres premiats amb el Nobel de representar a Liu Xiaobo a la cerimònia oficial d'entrega del premi a Oslo.
El 26 de novembre, el xinès Yang Jianli (杨建利 / 楊建利), que vivia a l'exili als Estats Units, va proposar que una cadira buida representés al premiat empresonat. Yang va dir: «Una cadira buida per al premiat recordarà al món que Liu Xiaobo llangueix a la presó i que la situació dels drets humans a la Xina mereix l'atenció de la comunitat internacional». Yang va precisar que assistirà a la cerimònia a Oslo.
El 3 de desembre, l'artista xinès Ai Weiwei (艾未未), que volia dirigir-se a Corea del Sud, va dir que la policia es va negar a deixar-lo sortir de territori xinès perquè podria «posar en perill la seguretat nacional». Ai Weiwei va analitzar aquesta prohibició: «la policia i les autoritats frontereres augmenten els seus esforços per impedir que els membres destacats de la societat civil xinesa viatgin a l'estranger per apropar-se a la cerimònia del Premi Nobel de la Pau». Amnistia Internacional va estimar que es va impedir viatjar a l'estranger a més de 200 xinesos, o van ser detinguts els dies previs de la cerimònia de lliurament del Premi Nobel del 10 de desembre.
L'Institut Nobel va convidar a la cerimònia del 10 de desembre als ambaixadors residents a Oslo, mentre que l'Ambaixada de la Xina va enviar una carta a les representacions d'altres països demanant-los que no assistissin a la cerimònia. El director de l'institut va dir el 18 de novembre: «Fins a la data, 36 ambaixadors han acceptat la nostra invitació, 16 no han respost i 6 han dit que no». Els sis països que van boicotejar diplomàticament la cerimònia van ser la Xina, Cuba, Rússia, el Kazakhstan, l'Iraq i el Marroc.
El 8 de desembre, dels 65 països convidats representats per una ambaixada a Oslo, 44 van acceptar la invitació.

### La cerimònia d'entrega del Premi Nobel de la Pau

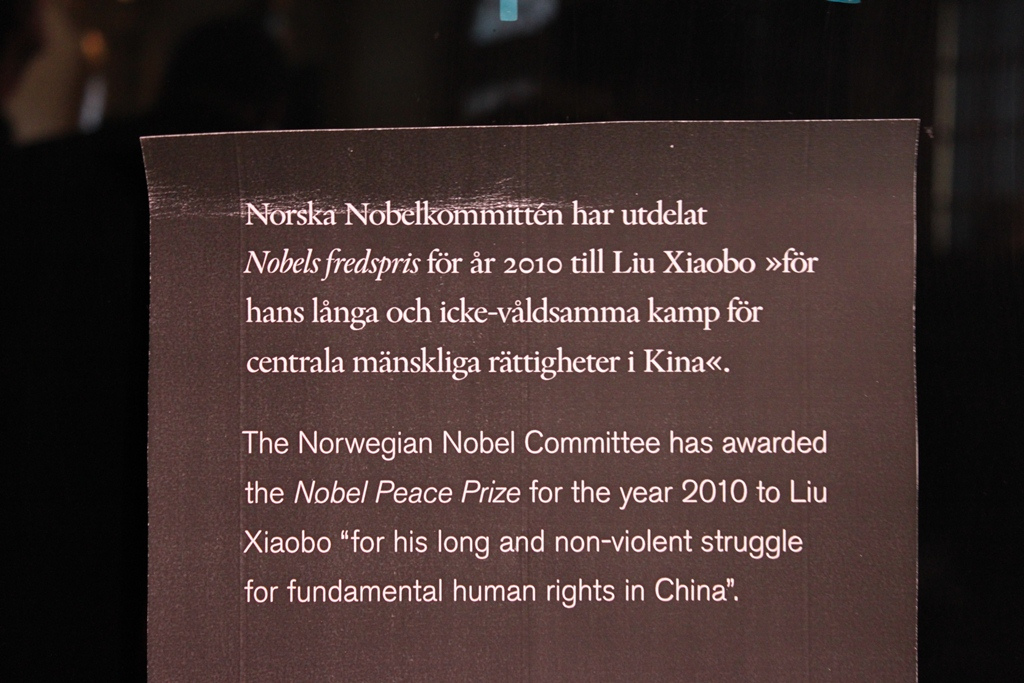
Premi Nobel de la Pau de Liu Xiaobo «pels seus esforços duradors i no-violents en favor dels drets humans a la Xina» (2010)

El guanyador del Premi Nobel de la Pau, Liu Xiaobo, no va poder anar a Oslo el 10 de desembre de 2010 per a rebre el seu premi. La seva cadira va romandre buida i cap familiar seu va poder fer el viatge. El president del Comitè Nobel, Thorbjørn Jagland, va dir: «L'última vegada que un guanyador no va poder assistir o ser representat, va ser el 1935. Carl von Ossietzky va ser impedit per Adolf Hitler. Va morir menys d'un any més tard».
Liu Xiaobo va dedicar el premi a les «ànimes perdudes» en la repressió a la Plaça Tian'anmen el 1989. El president del comitè Nobel va demanar l'alliberament del guanyador, que complia onze anys de presó a la Xina. Una cadira buida va simbolitzar l'absència de Liu Xiaobo, i el discurs del seu últim judici va ser llegit per l'actriu noruega Liv Ullmann.
En la cerimònia van estar representats dos terços dels països convidats malgrat la intensa campanya diplomàtica de Pequín per dissuadir-los. Thorbjörn Jagland, president del comitè, va dir: «Si el país és capaç de desenvolupar una economia social de mercat amb la garantia dels drets humans, això tindrà un gran impacte positiu en el món. En cas contrari, hi haurà el perill d'una crisi social i econòmica […] amb conseqüències per a tots».
Barack Obama, que va guanyar el premi l'any anterior, va demanar l'alliberament del Premi Nobel 2010 «tan aviat com sigui possible», indicant que Liu encarna els valors «universals».

## Les demandes d'alliberament de Liu Xiaobo

### La demanda de les ONG: aniversari a la presó (desembre de 2010)

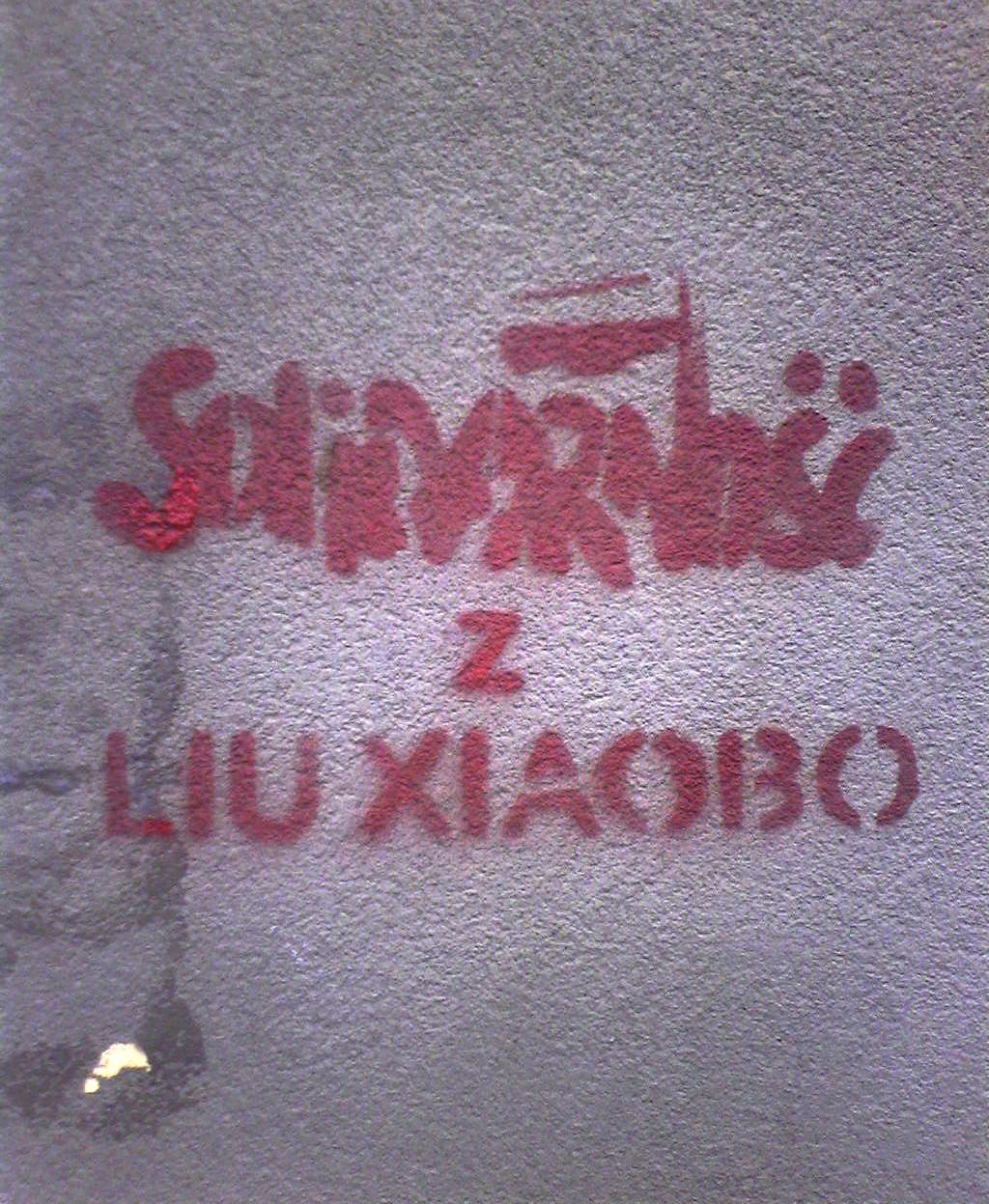
Pintada sobre una paret a Varsòvia demanant «Solidarność (Solidaritat, sindicat històric contra el règim comunista polonès) amb Liu Xiaobo»

Les ONG i els activistes de drets humans van renovar la seva sol·licitud d'alliberament de Liu Xiaobo durant el seu 55 aniversari. Preguntat en aquesta ocasió, un portaveu de la diplomàcia xinesa es va negar a considerar el seu alliberament, qualificant-lo de «criminal». L'AFP no va poder arribar a la dona del Nobel, Liu Xia, que encara estava sota arrest domiciliari a Pequín i amb totes les comunicacions bloquejades.

### La demanda de Hillary Clinton (gener de 2011)
El 14 de gener, amb motiu de la propera visita del president Hu Jintao (胡锦涛) a Washington, Hillary Clinton va demanar l'alliberament de Liu Xiaobo. En aquest comunicat, Hillary Clinton també va esmentar el cas de Gao Zhisheng (高智晟), desaparegut des d'abril de 2010, i Chen Guangcheng (陳光誠 / 陈光诚), que estava a la presó. La Secretària d'Estat considera que la Xina, en matèria de drets humans, no ha complert amb els seus compromisos.
L'ONG Reporters Sense Fronteres va indicar que, d'acord amb un funcionari dels Estats Units, el president Barack Obama va plantejar el cas de Liu Xiaobo al president xinès Hu Jintao. Aquest últim va declarar públicament que «la Xina sempre s'ha compromès a la protecció i promoció dels drets humans», i que «s'ha fet un progrés considerable» però «encara hi ha molt per fer».

### El silenci dels líders occidentals
El sinòleg Jean-Philippe Béja va observar el febrer de 2011, durant l'Any nou xinès, qué, amb l'excepció d'Alemanya, els líders dels països occidentals no s'atrevien a demanar públicament l'alliberament de Liu Xiaobo.

## Llibertat condicional i trasllat a un hospital per rebre tractament mèdic
El 26 de juny de 2017, Mo Shaoping, el seu advocat, va anunciar que s'havia concedit la llibertat condicional mèdica a Liu després de ser diagnosticat amb càncer de fetge terminal a la fi de maig de 2017, i el seu trasllat a un hospital per rebre tractament mèdic.
En una carta datada el 28 de juny, Tenzin Gyatso, el 14è Dalai-lama, va declarar la seva alegria en conèixer el seu alliberament i al mateix temps la seva pena sobre la seva mala salut. I va afegir: «Liu Xiaobo és un dels presos de consciència més coneguts de la Xina. Crec que les iniciatives que ell va prendre i per les quals va ser castigat severament, haurien donat lloc a una Xina més harmoniosa, estable i pròspera que, al mateix temps, hauria contribuït a un món més pacífic». La Fundació Dui Hua, basant-se en el dret xinés, va precisar que no és exacte dir que un presoner que es benefici d'una la llibertat condicional per motius de salut sigui «lliure» o «alliberat»; el presoner continua complint la seva sentència, encara que en un lloc diferent de la pròpia presó. Es va permetre les visites mensuals de familiars.

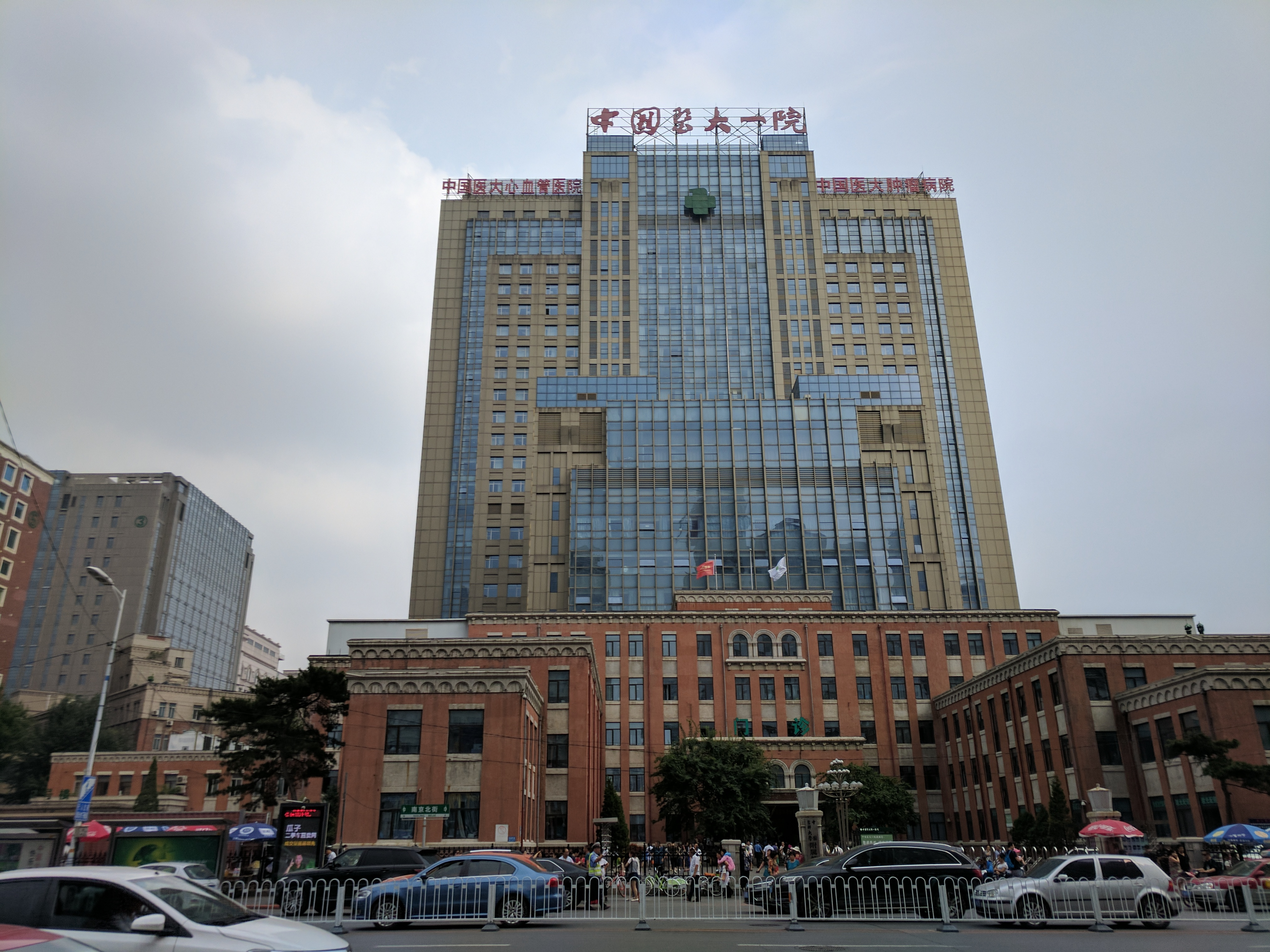
Primer Hospital Afiliat de la Universitat Mèdica de la Xina a Shenyang. Fotografia del 14 de juliol de 2017, un dia després de la mort de Liu Xiaobo

El 5 de juliol, el Ministeri de Justícia de Shenyang va emetre un comunicat que deia que el Primer Hospital Afiliat de la Universitat Mèdica de la Xina (中国医科大学) a Shenyang, on Liu estava sent tractat, ha convidat a experts del càncer dels Estats Units, Alemanya i d'altres països per unir-se al seu equip de metges. Tanmateix, l'enunciat no va esmentar quins metges estrangers havien estat convidats o si algú havia respost.
Una declaració un dia més tard de l'hospital va dir que Liu va ser admès el 7 de juny.
El 8 de juliol, l'hospital va dir que Joseph M. Herman, de la University of Texas MD Anderson Cancer Center, i Markus Büchler, de la Universitat Ruprecht Karls de Heidelberg, s'havien unit als experts domèstics per a la consulta en grup. Els metges estrangers van dir que Liu havia indicat que volia ser enviat a l'estranger per al tractament. Reconeixent el risc que comporta quan un pacient es trasllada, van considerar que Liu era apte per viatjar a l'estranger per tal de rebre la cura que estaven disposats a proporcionar-li. Tanmateix, l'hospital va dir que els metges estrangers havien confirmat que fins i tot no tenien millors mètodes de tractament i que els metges nacionals havien fet un treball molt bo. Per a la sinòlega Marie Holzman: «La Xina no vol pas que Liu Xiaobo surti de la Xina, perquè tem que parli i expliqui la forma en què ha sigut tractat durant els últims anys».
Patrick Poon, de l'ONG Amnistia Internacional, va exigir l'alliberament incondicional de Liu Xiaobo. El periodista xinès Su Yutong, exiliat a Alemanya, va demanar que es permetés poder sortir de la Xina a Liu Xiaobo perquè pogués «rebre un tractament adequat». Human Rights Watch van desitjar que Liu Xiaobo i la seva dona poguessin triar el seu centre mèdic per rebre el tractament adequat.Jean-Philippe Béja va dir «un Premi Nobel de la Pau va morir a causa de la seva detenció».
Va ser publicat a YouTube un vídeo que mostrava a Liu Xiaobo tractat adequadament a la presó. Segons una «font pròxima» del Premi Nobel, hi ha un sistema establert pel règim xinès per aclarir els dubtes sobre el tractament de presoners.
Els familiars de Liu Xiaobo indiquen que volen que es tracti a l'estranger. Taiwan diu que està preparada per acollir-lo i donar-li «el millor tractament mèdic possible». El comitè del Nobel li va oferir una casa a Noruega. De la mateixa manera, segons Franceinfo, França va proposar d'acollir a Liu Xiaobo i a la seva dona Liu Xia. 154 premis Nobel van enviar una carta al president Xi Jinping (习近平) demanant-li que deixi anar a Liu Xiaobo.
Contràriament a les al·legacions formulades per les autoritats xineses sobre que Liu Xiaobo estava satisfet pel tractament que rebia a la Xina, el professor Hao Jian de l'Acadèmia de Cinema de Pequín ( 北京电影学院), va declarar sobre Liu i la seva dona: «Tot el seu desig durant tot el temps ha estat el de buscar tractament mèdic tan aviat com sigui possible a l'estranger. Si desitgen viatjar a l'estranger és pel seu propi compte, però totes les declaracions fetes pels funcionaris fins ara han ignorat aquest punt».
El 10 de juliol, l'hospital va dir que Liu estava en estat crític i que tenia un estómac cada vegada més inflat, una paret abdominal inflamada, una caiguda de la pressió arterial, una falla en els ronyons i un augment de lesions cancerígenes, i que el van rescatar activament i que van començaven a utilitzar la teràpia de reemplaçament renal continu (CRRT).
El 12 de juliol, l'hospital va dir que Liu patia una insuficiència hepàtica (Child-Pugh classe C), insuficiència renal, insuficiència respiratòria, shock sèptic, coàguls sanguinis, etc., i que havien comunicat la necessitat d'una intubació traqueal, però la seva família havia rebutjat el procediment; Hu Jia (胡佳) va dir que la família de Liu es va oposar a la seva intubació amb l'esperança que ell pogués prendre un avió cap a l'estranger.

## La seva mort i funeral
Liu Xiaobo va morir el 13 de juliol de 2017 al Primer Hospital de la Universitat Mèdica de la Xina a Shenyang.

### La censura
Des de la seva mort, el destí de Liu Xiaobo ha estat comparat pels mitjans de comunicació del món amb el de Carl von Ossietzky, premi Nobel de 1935, que també va morir com a presoner d'un règim autoritari. Mentre que la mort de Liu es va informar àmpliament als mitjans de comunicació occidentals, la Xina continental només ho va esmentar de la manera més furtiva. Els censors van eliminar imatges, processons d'espelmes, o el simple «RIP». Les investigacions de Sina Weibo quant a la salut de Liu van rebre el missatge: «Segons les lleis i polítiques pertinents, els resultats de Liu Xiaobo no es poden mostrar».
El Citizen Lab va documentar la censura de la mort de Liu Xiaobo a WeChat i Sina Weibo. Va assenyalar el 16 de juliol la censura a WeChat d'imatges relacionades amb Liu després de la seva mort, i va trobar que fins i tot les imatges eren bloquejades al principi en els xats privats i després en el xat en grup i en WeChat Moments. Basant-se en l'anàlisi del bloqueig de termes de cerca a Weibo, Citizen Lab va confirmar que encara s'estava aplicant una prohibició general de cerques del nom de Liu Xiaobo: «De fet, el nom de Xiaobo és suficient per desencadenar la censura en anglès i en el xinès simplificat i tradicional... »
Al matí del 15 de juliol de 2017, es va celebrar un breu servei funerari per a Liu i el cos de Liu va ser incinerat després d'un breu servei de dol. La cerimònia i el funeral de Liu van ser molt vigilats, i els amics i partidaris van ser advertits que no es toleraria un funeral o un memorial públic.
Totes les qüestions que els periodistes internacionals van preguntar sobre Liu no van poder aparèixer en les transcripcions oficials de les reunions informatives del ministeri d'Afers Exteriors xinès. Alemanya, el Regne Unit, França, els Estats Units, Taiwan i l'Alt Comissionat de les Nacions Unides per als Drets Humans, Zeid Ra'ad Al Hussein, van demanar a la República Popular de la Xina que permetés a la seva esposa Liu Xia viatjar i sortir del país quan volgués.

### El seu funeral

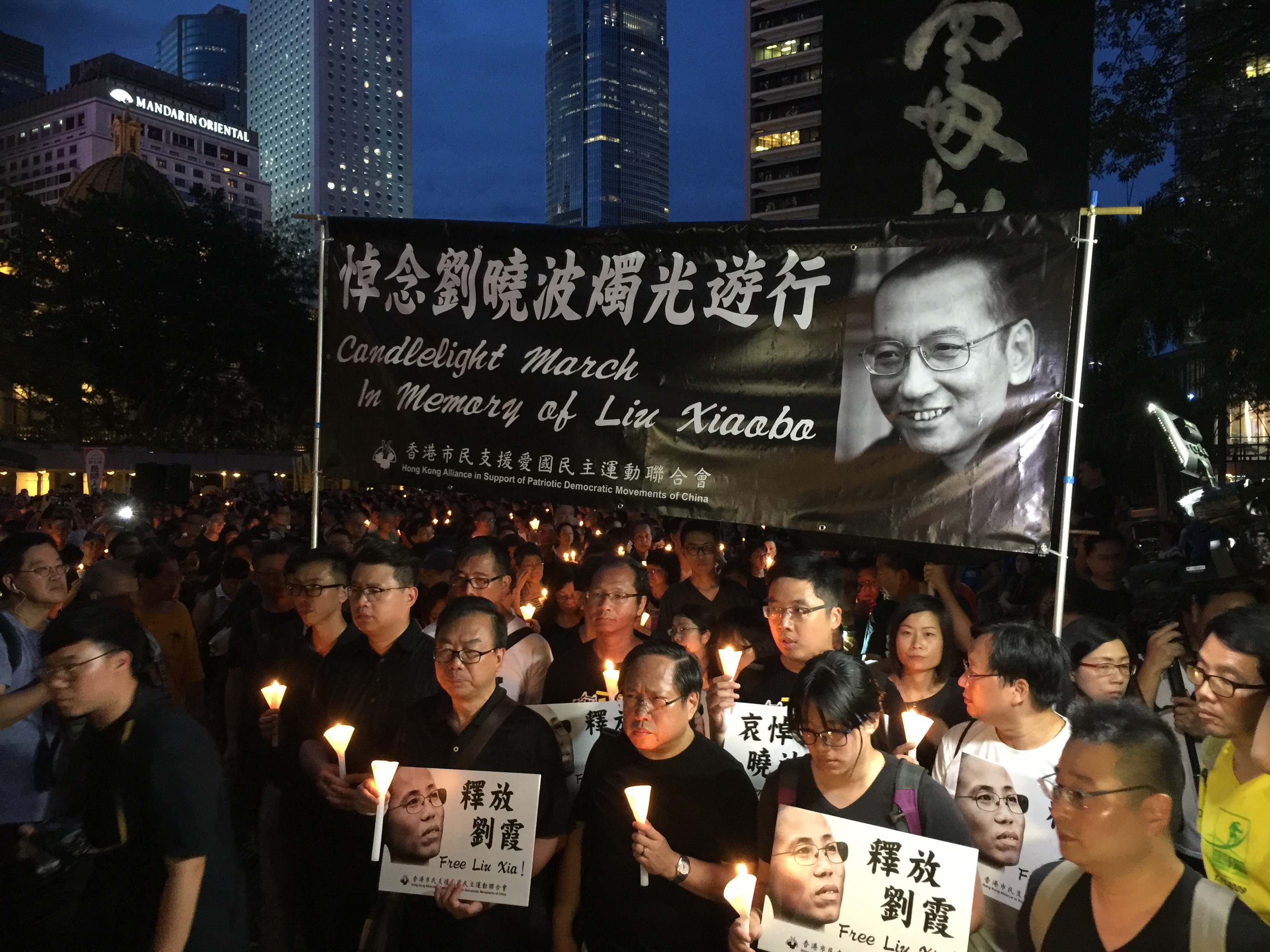
Processó amb espelmes per plorar la mort de Liu Xiaobo fora de l'Oficina d'Enllaç de Beijing. Hong Kong, 15-07-2017

La cerimònia va ser organitzada de manera ràpida, on el govern xinès va intentar defensar el seu tracte amb Liu i la seva esposa, tot i que estava clar que ells i els seus familiars estaven sota vigilància permanent. Encara que el funeral va comptar amb la presència d'un germà de l'esposa de Liu i dos dels germans de Liu Xiaobo, així com les seves dones, no es va identificar cap dels amics de Liu a les dolentes fotografies oficials.
Un portaveu del govern va dir: «Liu Xia està lliure ara, [però estava] greument afligida i no s'hauria de molestar».
El govern xinès va afirmar en una conferència de prensa que s'havia d'incinerar a Liu i que les seves cendres es dispersarien al mar a petició pròpia de la família. El seu germà gran, Liu Xiaoguang, va aparèixer en la mateixa conferència de premsa i va agrair al Partit Comunista Xinès i al govern «per tot el que han fet per a la nostra família ens mostra un alt nivell d'humanitat i cura personal». Segons el biògraf de Liu Xiaobo, Yu Jie (余杰), Liu havia deixat de parlar al seu germà gran després de l'incident del 4 de juny, anomenant-lo «petit buròcrata del Partit Comunista». Yu també va criticar a Xiaoguang per usurpar la posició de Liu Xia en la família i el seu «desvergonyiment» per tractar d'agafar una part dels diners del Premi Nobel de Liu.
El govern de la Xina ha estat acusat d'intentar esborrar qualsevol santuari o rastre a Liu Xiaobo amb un enterrament al mar de les seves restes en una estratègia semblant al enterrament marítim del govern dels Estats Units de les restes d'Ossama bin Laden, presumptament per dissuadir qualsevol «pelegrinatge» a aquests santuaris; els seus partidaris van declarar que «les autoritats volien evitar donar-li (a Liu Xiaobo) un lloc de peregrinació on podrien recordar a un escriptor que reclamava una reforma política que enfurismava al règim comunista i que va portar a la seva detenció el 2008». L'activista dels drets humans dels xinesos, Hu Jia (胡佳), va declarar al South China Morning Post que les accions precipitades eren «humiliants per a un guanyador del Nobel».
A Hong Kong, malgrat que gaudeix d'una disminució de les llibertats que no existeixen a la Xina continental, els activistes van organitzar l'única commemoració a gran escala de Liu de la Xina. Una vigília fora de l'Oficina d'Enllaç de Beijing va començar el 10 de juliol i va continuar fins a la seva mort. Alguns diaris de la ciutat van publicar el retrat de Liu a les primeres pàgines per anunciar la seva mort, mentre que altres revistes pro-comunistes van relegar la cobertura a les pàgines internes. En el Consell Legislatiu, els legisladors del Camp per la democràcia van fer set intents de debatre sobre Liu, però el president del consell, Andrew Leung, que pertany a la facció governant, va rebutjar els intents al·legant que la qüestió no tenia «una importància pública urgent segons el paràgraf 16.2 del Reglament, [i que] la redacció de les seves peticions no tenien neutralitat».

### Reaccions i tributs
Les reaccions dels líders mundials a la mort de Liu es van restringir: alguns van expressar algunes condolences, i molts governs occidentals van demanar que la Xina alliberés a la vídua de Liu, Liu Xia. Va haver-hi silenci de la primera ministre britànica Theresa May, el primer ministre canadenc Justin Trudeau, el primer ministre australià Malcolm Turnbull i el primer ministre japonès Shinzō Abe. Els experts i els acadèmics pensen que les reaccions silencioses a la mort de Liu eren un signe dels temps i de la creixent importància econòmica i diplomàtica de la Xina al món.
 Xina: El portaveu del Ministeri d'Afers Exteriors xinès, Geng Shuang, va criticar als funcionaris estrangers «els comentaris inadequats sobre la mort i la malaltia de Liu Xiaobo» i va dir que la Xina «havia presentat serioses reclamacions» als seus països. Geng també va dir el 14 de juliol que «atorgar el premi a aquesta persona va contra els propòsits d'aquest premi. És una blasfèmia al premi de pau», segons Voice of America. Però un informe gairebé idèntic del Voice of America xinès també va escriure que la declaració de Geng no es podia trobar a la transcripció de la premsa escrita regular Q&A publicada al lloc web del ministeri.
 Taiwan: La presidenta de la República de la Xina, Tsai Ing-wen (蔡英文), va advocar pel govern comunista de «mostrar confiança en la reforma política perquè els xinesos puguin gaudir dels drets de llibertat i democràcia. El Somni xinès (中国梦 / 中國夢) no se suposa que és poder militar. És possible que es prenguin en consideració idees com les de Liu Xiaobo, només a través de la democràcia, en què tota persona xinesa té llibertat i respecte, i la Xina es pot convertir realment en un país orgullós i important». En el seu homenatge a Facebook, l'ex-president de ROC i líder del Kuomintang Ma Ying-jeou (馬英九) va dir que el somni xinès s'havia de desenvolupar proporcionalment la llibertat i els drets humans. L'alcalde de Taipei, Ko Wen-je (柯文哲), va expressar el seu condol.
 Tibet: El 14è Dalai Lama, que va ser el guanyador del Premi Nobel de la Pau de 1989, el president del Parlament tibetà en exili, Khenpo Sonam Tenphel, i el primer ministre del govern tibetà en exili, Lobsang Sangay, van lamentar la mort de Liu. El 14 de juliol de 2017, el Dalai Lama va emetre la següent declaració breu: «Estic profundament entristit per saber que el meu company premiat amb el Nobel, Liu Xiaobo,va morir mentre estava sotmès a una pena de presó prolongada. Li ofereixo les meves oracions i condolences a la seva esposa, Liu Xia, i als altres membres de la seva família. Malgrat que ja no està viu, la resta de nosaltres podem oferir el millor honor a Liu Xiaobo per portar endavant els principis que ha incorporat durant molt de temps, cosa que donaria lloc a una Xina més harmònica, estable i pròspera. Crec que els esforços incessants de la lliçó del Nobel Liu Xiaobo en la causa de la llibertat donaran fruits molt aviat».
 Nacions Unides: L'Alt Comissionat per als Drets Humans de l'ONU, Zeid Ra'ad Al Hussein, va dir: «El moviment dels drets humans a la Xina i en tot el món ha perdut un campió de principis que va dedicar la seva vida a defensar i promoure els drets humans, de forma pacífica i consistent, i que va ser empresonat per defendre les seves creences. Liu Xiaobo va ser la veritable encarnació dels ideals democràtics i no-violents que va defensar tan ardentment».
 Unió Europea: El president de la Comissió Europea, Jean-Claude Juncker, i el president del Consell Europeu, Donald Tusk, van dir en una declaració conjunta que havien après de la mort de Liu «amb profunda tristesa» i que «apel·lem a les autoritats xineses perquè permetin a la seva esposa, la Sra. Liu Xia, i la seva família per enterrar a Liu Xiaobo en un lloc i en la seva elecció, i permetre'ls que pateixin en pau».
 França: El president Emmanuel Macron, que estava en una conferència de premsa per la visita del president dels Estats Units Donald Trump, va retre un homenatge al Liu en un tweet, elogiant-lo com un «lluitador per la llibertat». El ministre d'Afers Exteriors francès, Jean-Yves Le Drian, també va expressar el seu condol.
 Alemanya: La cancellera Angela Merkel va descriure a Liu Xiaobo com un «lluitador valent per als drets civils i la llibertat d'expressió». El ministre d'Exteriors, Sigmar Gabriel, va dir que «la Xina ara té la responsabilitat de respondre de manera ràpida, transparent i plausible a la pregunta de si el càncer no s'ha pogut identificar molt abans».
 Japó: Tant el ministre d'Afers Exteriors, Fumio Kishida, com el secretari general del gabinet, Yoshihide Suga, van expressar el seu condol.
 Noruega: La primera ministra de Noruega, Erna Solberg, va dir que «amb gran dolor va rebre les notícies del traspàs de Liu Xiaobo. Durant dècades, Liu Xiaobo va ser una de les principals veus dels drets humans i del desenvolupament més important de la Xina». Thorbjørn Jagland, membre i expresident del Comitè Nobel de Noruega, i exprimer ministre de Noruega, va comparar a Liu Xiaobo amb Carl von Ossietzky, i va assenyalar que es va convertir en el segon premi Nobel que va ser impedit de rebre el premi perquè va morir a la presó. Una declaració oficial del Comitè Nobel de Noruega va atribuir al règim comunista xinès la mort de Liu Xiaobo i va condemnar l'erosió dels drets humans com un valor universal; en nom del comitè, la seva presidenta Reiss-Andersen va dir que «Liu Xiaobo havia contribuït a la fraternitat dels pobles a través de la seva resistència no-violenta contra les accions opressives del règim comunista a la Xina» i que «el govern xinès és molt responsable de la seva mort prematura». Reiss-Andersen va dir que Liu Xiaobo continuarà sent «un símbol poderós per a tots els que lluiten per la llibertat, la democràcia i un món millor». També va lamentar el «fet trist i inquietant que els representants del món lliure, que tenen la democràcia i els drets humans altament respectats, estan menys disposats a defensar aquests drets en benefici d'altres».
 Regne Unit: El secretari d'Afers Exteriors, Boris Johnson, va descriure a Liu com a «campió de tota la vida per la democràcia, els drets humans i la pau», i va dir que la seva mort va ser una gran pèrdua. També va afirmar que «Liu Xiaobo hauria d'haver estat autoritzat a triar el seu propi tractament mèdic a l'estranger» i va demanar a les autoritats xineses «aixecar totes les restriccions» a la vídua de Liu.
 Estats Units: Encara que el president Donald Trump no va oferir ni es va preguntar sobre la mort Liu Xiaobo, en una conferència de premsa amb el president francès Emmanuel Macron, el seu secretari de premsa va emetre una declaració de condol. El secretari d'Estat, Rex Tillerson, va dir que «el Liu va dedicar la seva vida a la millora del seu país i la humanitat i la recerca de la justícia i la llibertat», i va instar a Pequín a alliberar la vídua de Liu. L'ambaixadora dels Estats Units a les Nacions Unides, Nikki Haley i l'ambaixador dels Estats Units a la Xina, Terry Branstad, van expressar el seu condol. La Comissió Executiva del Congrés sobre Xina (CECC), els comissionats dels quals procedeixen tant de la House of Representatives com del Senat, va emetre un comunicat bipartidista. El Subcomité d'Afers Exteriors de la Cambra dels Estats Units sobre Àfrica, Salut Global, Drets Humans Globals i Organitzacions Internacionals va celebrar una audiència sobre Liu i la seva mort, titulat «El cas tràgic de Liu Xiaobo». Nancy Pelosi, líder minoritari de la Cambra de Representants dels Estats Units, es va entristir amb la notícia del traspàs de Liu. El 18 de maig, tant el senador republicà Ted Cruz com el representant Mark Meadows van tornar a presentar el projecte de llei per reprendre la seva empenta per canviar el nom de l'ambaixada de la Xina a Washington, DC com «1 Liu Xiaobo Plaza». Bob Fu (傅希秋), un xinès-americà, activista pels drets humans i pastor, va dir a The Texas Tribune que «és definitivament més optimista» sobre el projecte de llei de Cruz que es va aprovar amb el president Trump a la seva oficina. L'expresident George W. Bush i la exprimera dama Laura Bush també van expressar el seu condol.

### Crítiques
Global Times (环球时报 / 寰球時報), part del diari governamental xinès Diari del Poble (人民日报), va publicar un comunicat que deia que Liu Xiaobo i el seu cas havien estat sotmesos a un «procediment legal estricte», culpant als règims occidentals per sensacionalitzar la història de Liu Xiaobo «desafiant la sobirania judicial de la Xina». El diari xinès també va rebutjar l'opinió que Liu Xiaobo hauria de qualificar-se de «Mandela de la Xina»; afirmant que «Mandela va ser un premi Nobel de la pau perquè va conduir els africans a la victòria contra l'apartheid a través de lluites ... tot i que premiar a un presoner xinès que es va enfrontar a les autoritats i que va ser rebutjat per la societat xinesa tradicional, ridiculitza el sistema judicial xinès ... [ que] assegura que una societat de 1.300 milions de persones funcioni sense problemes», va dir el diari.
Veu d'Amèrica va informar que el portaveu del Ministeri d'Afers Exteriors xinès, Geng Shuang havia dit el 14 de juliol que «concedir el premi a aquesta persona va en contra dels propòsits d'aquest premi. És una blasfèmia del premi per la pau».
El president veneçolà, Hugo Chávez, va declarar que el Premi Nobel de la Pau de 2010 s'havia de lliurar a aquells que «han aprofitat la fraternitat entre les nacions, l'abolició o la reducció d'exèrcits permanents i la promoció dels congressos de pau». Tant Pakistan com Cuba van denunciar l'elecció de Liu Xiaobo, afirmant que era exactament «el tipus de dissident que els Estats Units ha estat dissenyant durant dècades per utilitzar ... com a cinquena columna en aquells països que no estan d'acord amb l'hegemonia dels Estats Units».
Els Emirats Àrabs Units van expressar la seva insatisfacció per aquestes decisions «políticament motivades» que determinen qui es converteix en el premi Nobel, i va afegir que «està contra de la creença fonamental dels Emirats Àrabs Units sobre el respecte a la sobirania d'altres nacions i la no interferència».

## Les anàlisis polítiques
D'acord amb el sinòleg australià Geremie Barmé, paradoxalment les declaracions de Liu Xiaobo no són tant diferents a les del primer ministre xinès, Wen Jiabao (温家宝 / 溫家寶). Aquest últim va argumentar, a la CNN el 3 d'octubre de 2010, que va deixar la direcció del Partit Comunista Xinès per la democràcia i la llibertat d'expressió.
Jean-Luc Domenach indica que el Premi Nobel a Liu Xiaobo és una «ofensa absoluta» a la Xina, que refusa una ingerència en els seus afers. Els dirigents xinesos haurien de mostrar-se més inflexibles en les seves relacions amb els occidentals, però és impossible saber per endavant l'abast de la seva venjança perquè els dirigents xinesos estan relativament dividits.
Per Nikolai Troitsky, un reporter de política per a l'agència de notícies russa RIA Novosti, no hi ha cap dubte que Pequín experimentarà l'adjudicació del Premi Nobel com un gest no amistós, obeint als motius polítics.
Segons Jean-Philippe Béja, director d'investigació al CERI, les declaracions del primer ministre Wen Jiabao serien significatives per a la possible evolució del sistema polític xinès. De fet aquest últim va escriure un article elogiat per l'exsecretari general reformador del Partit, Hu Yaobang (胡耀邦), explicant que «sense una reforma del sistema polític, els avenços de la reforma econòmica no estarien garantides». La detenció de Liu Xiaobo i l'entrega del premi Nobel seran un accelerador per a qüestionar dins del Partit Comunista de la Xina sobre «l'eficàcia de la repressió total, tant a l'interior com a l'estranger». Segons Jean-Philippe Beja, la condemna de Liu Xiaobo no va ser unànime dins del Partit Comunista xinès. De fet, es va oposar l'ala reformista del Partit. Jean-Philippe Beja crèia que l'alliberament de Liu Xiaobo depenia de l'equilibri de poder entre «les forces dins del règim xinès» i «el nivell de pressió internacional».
El 4 de novembre 2010, entrevistat per Robert Ménard al canal de notícies I-Télé, l'especialista de la Xina Pierre Picquart va dir que «Liu Xiaobo és un opositor polític que posa en perill el govern xinès i que no es mereix el premi Nobel»; també va dir que «el seu lloc és a la presó», afegint que «hi ha fonamentalistes en tots els països» i que «aquestes persones estan ben malaltes».
Per a l'escriptor, director i periodista estatunidenc Andre Vltchek, el Premi Nobel atorgat a Liu Xiaobo no té res a veure amb els drets humans: «Es tracta d'una operació contra el sistema econòmic i sociopolític no-occidental més gran a tot el món. Els drets humans serveixen per encobrir el suport occidental a qualsevol grup disposat a enfrontar-se, encarar-se o destruir qualsevol país o estat comunista o socialista, suposat o real». I va concloure: «Hi ha milers de persones que es resisteixen al terror occidental a tot el món. És a ells a qui s'han de nominar i premiar de forma prioritària». Així, «Pramoedya Ananta Toer, aquest gran escriptor indonesi que va passar més de deu anys en el camp de concentració de Buru, va morir sense haver rebut el Premi Nobel de la Pau o de Literatura».
Barry Sautman i Yan Hairong el citen en el seu assaig de 2001, «Lliçons de la Guerra Freda», per mostrar que Liu Xiaobo defensa retrospectivament les guerres començades pels Estats Units en el món, incloent la Guerra de Corea i la Guerra del Vietnam, perquè aquesters guerres van donar lloc a violacions massives dels drets humans.
Segons amb el Diari del Poble, diari oficial del Partit Comunista de la Xina, Liu va treballar des de 2005 per a «les forces anti-xineses d'Occident», que estaven subvencionades pels estrangers, i que va dir als seus companys de presó: «Jo no soc com vosaltres, a mi no em falta els diners. Els estrangers em paguen cada any, fins i tot quan estic a la presó». En una entrevista amb un editor de Hong Kong, Liu hauria afirmat que la tragèdia del poble xinès no és deguda a «alguns emperadors famosos», si no a «tots els xinesos», ja que són els xinesos els que han creat un sistema que causat la seva pròpia tragèdia. El mateix diari, en un article anterior, es va qüestionar si tenia el dret a classificar a Liu Xiaobo de «combatent per la pau» (segons les paraules del testament de Nobel) quan va afirmar que «la Xina hauria de convertir-se de nou en una colònia per 300 anys i que s'hauria de dividir en 18 estats».
Per al professor Barry Sautman, de la Universitat de Ciència i Tecnologia de Hong Kong, i l'antropòleg Yan Hairong, no és suficient dir que Liu Xiaobo lluitava pels drets humans i la democràcia, cal mirar de prop els seus objectius polítics i socials, que són, segons ells, en contra dels interessos de la immensa majoria dels xinesos. Per Liu Xiaobo, si han calgut 100 anys de colonització a Hong Kong per ser el que és, seria imprescindible 300 anys de colonització perquè la Xina es convertís com Hong Kong. Liu va atribuir el progrés de la Xina a l'occidentalització, afirmant que hi hagués moltes esferes de la societat xinesa que estiguessin occidentalitzades, hauria més progrés. Per Sautman, això és ignorar la naturalesa del colonialisme a la Xina, marcada per la discriminació racial com a política oficial i els monopolis polítics i econòmics dels colonitzadors. La Carta 08, la que Liu va ser l'autor principal, no només exigia l'establiment d'un sistema polític a l'estil occidental, sinó també la privatització de les empreses estatals i de la terra dins d'un mercat lliure. La privatització que va tenir lloc mentrestant ha enriquit especialment als antics responsables comunistes i ha empitjorat les condicions de treball, i l'establiment d'un capitalisme agrari basat en la propietat privada podria reactivar l'oposició entre els rics propietaris i la gent sense terra. Aquesta és la raó per la qual els xinesos, segons les enquestes, s'oposen. Per Sautman i Yan, no hi va haver necessitat d'empresonar a Liu Liaobo; el que es necessita és posar en relleu, pel públic, la forma en què advoca pel país i, per tant, allunyar la gent del «futur innoble» que ell els proposa. Sautman afegeix, «en les presons dels països amics dels governs que es proclamen fars dels drets humans i de la democràcia, la majoria dels presos volen, per al seu propi poble, coses molt millors de les que Liu volia per al seu i tenir més seguretat a un preu».

## La seva família
L'agost de 2013, Liu Hui, el cunyat de Liu Xiaobo, va ser condemnat a onze anys de presó per «frau de béns inmobles». Els dissidents xinesos consideren que aquesta condemna és part d'una estratègia d'assetjament als familiars del Premi Nobel. Després d'aquesta condemnació, Alemanya critica el judici i espera «un mínim de respecte per les normes de dret i de la transparència».

## Principals publicacions
- 选择的批判——与李泽厚对话 [Criticism of the Choice: Dialogues with LI Zehou].  上海人民出版社 (Shanghai People's Publishing House), 1987.
- 选择的批判—与思想领袖李泽厚对话 [Criticism of the Choice: Dialogues with Leading Thinker LI Zehou].  台湾风云时代出版公司 (Shanghai People's Publishing House), 1989.
- 审美与人的自由 [Aesthetics and Human Freedom].  北京師范大學出版社 (Beijing Normal University Press), 1988.
- 赤身裸体，走向上帝 [Going Naked Toward God].  时代文艺出版社 (Time Literature & Art Publishing House), 1989.
- 形而上学的迷雾 [The Fog of Metaphysics].  上海人民出版社 (Shanghai People's Publishing House), 1989.
- 《思想之谜与人类之梦》（二卷 [Mysteries of Thought and Dreams of Mankind, 2 volumes].  台湾风云时代出版公司 (Strom & Stress Publishing Company), 1989–1990.
- 中国当代政治与中国知识份子 [Contemporary Politics and Intellectuals of China].  台北唐山出版社 (Tangshan Publishing Company, Taiwan), 1990.
- 現代中国知識人批判 [Criticism on Contemporary Chinese Intellectuals (Japanese Translation)].  日本德间书店 (Tokuma Bookstore, Tokyo), 1992.
- 末日幸存者的独白 [The Monologues of a Doomsday's Survivor].  台湾中国时报出版社 (China Times Publishing Company, Taiwan), 1993.
- 刘晓波刘霞诗选 [Selected Poems of Liu Xiaobo and Liu Xia].  香港夏菲尔国际出版公司 (Xiafei'er International Press, Hong Kong), 2000.
- Lao Xia; Wang Shuo 美人赠我蒙汗药 [A Belle Gave me Knockout Drug].  长江文艺出版社 (Changjiang Literary) Press, 2000.
- 向良心说谎的民族 [A Nation That Lies to Conscience].  台湾捷幼出版社 (Jie-jou Publishing Company, Taiwan), 2002.
- 未来的自由中国在民间 [Civil Awakening—The Dawn of a Free China].  劳改基金会 (Laogai Research Foundation), 2005.
- 单刃毒剑——中国当代民族主义批判 [A Single Blade and Toxic Sword: Critique on Comtempory Chinese Nationalism].  美国博大出版社 (Broad Press Inc, Sunnyvale), 2006.
- 大国沈沦—写给中国的备忘录 [Falling of A Great Power: Memorandum to China].  台北允晨文化出版社 (Yunchen Culture), 2009.
- 天安門事件から「08憲章」 [From TianAnMen Incident to Charter 08 (in Japanese): Memorandum to China].  日本藤原书店 (Fujiwara Bookstore, Tokyo), 2009.
- Xiaobo, Liu. No Enemies, No Hatred, 2012.
- 念念六四 [June Fourth Elegies: Poems translated from the Chinese by Jeffrey Yang With a Foreword by His Holiness the Dalai Lama Bilingual Edition].  Graywolf Press, 2012.

## Premis i honors
- Hellman-Hammett Grant (1990, 1996)[223]
- China Foundation on Democracy Education per Outstanding Democratic Activist (2003)
- Fondation de France Prize per defensar la llibertat de premsa (2004)
- Hong Kong Human Rights Press Awards (2004, 2005, 2006)

- Excellent Award (2004) per l'article Corrupted News is not News, publicat a Open Magazine, gener 2004.
- Grand Prize (2005) per l'article Paradise of the Powerful, Hell of the Vulnerable, publicat a Open Magazine, setembre 2004.
- Excellent Award (2006) per l'article The Causes and Ending of Shanwei Bloodshed, publicat a Open Magazine, gener 2006.

- Asia-Pacific Human Rights Foundation (Australia) Courage of Conscience Award (2007)
- People in Need (Czech) Homo Homini Award (2009)[224]
- PEN/Barbara Goldsmith Freedom to Write Award (2009)[225]
- Independent Federation of Chinese Students and Scholars (USA) Free Spirit Award (2009)
- German PEN Hermann Kesten Medal (2010)[226]
- Nobel Peace Prize (2010)[10][227]
- Giuseppe Motta Medal (2010)[228]
- Membre Honorari dels Centres PEN d'Alemanya, Amèrica, Portugal, Txèquia i Sidney, i President Honorari del Centre PEN de Taiwan.